# Sleater-Kinney (альбом)
Sleater-Kinney — дебютный студийный альбом американской рок-группы Sleater-Kinney, выпущенный в 1995 году на Chainsaw Records. Альбом получил положительные отзывы критиков.

## Запись и релиз
Sleater-Kinney был записан Ником Кэрролом на 486 Victoria Street в Мельбурне, Австралия и был спродюсирован Тимом Грином и группой the Red House в Олимпии, штат Вашингтон. Релиз альбома состоялся в 1995 году на независимом квиркор -лейбле Chainsaw Records. По данным певицы и гитаристки Корин Такер, на март 1996 года было продано 1000 копий альбома. По данным Nielsen SoundScan на февраль 2015 года в США было продано 25 000 копий Sleater-Kinney.

## Отзывы критиков
| Оценки критиков               | Оценки критиков |
| Источник                      | Оценка          |
| ----------------------------- | --------------- |
| AllMusic                      | [ 2 ]           |
| Christgau's Consumer Guide    | (A−)            |
| Pitchfork                     | 7.8/10          |
| The Rolling Stone Album Guide | [ 7 ]           |

Sleater-Kinney получил положительные отзывы музыкальных критиков. Обозреватель AllMusic Зак Курд заявил, что альбом «представляет собой средний взрыв трэш-рока» riot grrrl. Некоторые треки напоминают [1990-е] Sonic Youth ('Be Yr Mama'), а другие — просто взрывы панк-тоски ('A Real Man «). Группа страдает излишне монотонными мелодическими линиями, но преуспевает благодаря своей общей уверенности и многообещающему пониманию динамики» В более позитивном обзоре известный музыкальный критик Роберт Кристгау прокомментировал: «Хотя их однополые встречи один на один — не совсем оды радости, они передают глубину чувств, которая может сойти за страсть».

## Список композиций
Вся музыка написана Кэрри Браунстин и Корин Такер.
| №                   | Название                | Длительность |
| ------------------- | ----------------------- | ------------ |
| 1.                  | «Don't Think You Wanna» | 1:53         |
| 2.                  | «The Day I Went Away»   | 3:04         |
| 3.                  | «A Real Man»            | 1:04         |
| 4.                  | «Her Again»             | 2:20         |
| 5.                  | «How to Play Dead»      | 2:06         |
| 6.                  | «Be Yr Mama»            | 2:52         |
| 7.                  | «Sold Out»              | 1:16         |
| 8.                  | «Slow Song»             | 2:00         |
| 9.                  | «Lora's Song»           | 2:29         |
| 10.                 | «The Last Song»         | 3:37         |
| Общая длительность: | Общая длительность:     | 22:45        |

## Участники записи
- Корин Такер — вокал, гитара
- Кэрри Браунстин (на альбоме указана как «Кэрри Кинни») — гитара, вокал на 2, 5 10 треках
- Лора Макфарлен[англ.] — ударные, вокал и гитара на 9 треке